# Aktionsgruppen
Aktionsgruppen (AG) var ett av de partier som efter andra världskriget förhandlade med Storbritanniens regering om självständighet för Nigeria. Bland grundarna fanns Obafemi Awolowo.
Man enades om att Nigeria skulle bli en förbundsstat bestående av tre regioner: de norra, östra och västra regionerna. AG hade sitt främsta stöd hos yorubafolket i den sistnämnda regionen. 
I de allmänna valen 1959 erhöll Aktionsgruppen parlamentarisk representation. Året därpå utropades landets självständighet men redan 1966 avskaffades de demokratiska institutionerna efter en militärkupp och partiet upplöstes.